# Kichuś majstra Lepigliny
„Kichuś majstra Lepigliny“ е детска литература, написана от полската поетеса Янина Поражинска през 1924 година.